# 克雷亞卡鄉
47°9′58″N 23°12′0″E / 47.16611°N 23.20000°E
克雷亞卡鄉（羅馬尼亞語：Comuna Creaca, Sălaj），是羅馬尼亞的鄉份，位於該國西北部，由瑟拉日縣負責管轄，面積35平方公里，海拔高度223米，2007年人口2,890，人口密度每平方公里82人。